# Ullmakier
Ullmakier (Avahi) är ett släkte i primatfamiljen silkeslemurer, även kallad indrier, med fyra till nio arter. De lever uteslutande på Madagaskar.

## Beskrivning
Med en kroppslängd mellan 30 och 45 centimeter samt en vikt på 600 till 1200 gram är de de minsta medlemmarna i familjen. Den täta, korta och ulliga pälsen är grå- eller brunaktig och svansen är orange. Vid låren finns inslag av vitt. De har ett runt huvud med kort nos. Öronen är nästan gömda i pälsen.
Ullmakier lever i tropisk regnskog. Som enda silkeslemurer är de aktiva på natten. På dagen vilar de i täta vegetationsansamlingar. Liksom andra bladätare behöver de längre vilopauser för att kompensera födans låga näringsvärde. Ullmakier lever i grupper av två till fem individer som vanligen består av ett par och deras ungar från olika generationer.
Som alla arter i familjen är de uteslutande växtätare som huvudsakligen äter blad, men även knoppar, bark och blommor.
Det antas att hannar och honor lever monogamt. Efter dräktigheten som varar i fyra till fem månader föds mellan augusti och november under den torra perioden en unge. De första månaderna rider ungen på moderns rygg. Efter cirka 6 månader slutar honan att ge di. Ungarna är självständiga efter ett år men de stannar vanligen en längre tid hos modern. Ingenting är känt om livslängden.
Arterna hotas av jakt och skogsskövling. I motsats till andra primater är det svårt att hålla ullmakier i fångenskap.
En ny art som hittades 1990 i västra Madagaskar fick i november 2005 det vetenskapliga namnet Avahi cleesei för att hedra skådespelaren John Cleese och hans projekt för att skydda lemurer i naturen.

## Arter
- Avahi betsileo [6]
- Avahi cleesei [5]
- Avahi laniger [7]
- Avahi meridionalis [8]
- Avahi mooreorum [9]
- Avahi occidentalis [7]
- Avahi peyrierasi [8]
- Avahi ramanantsoavanai [6]
- Avahi unicolor [7]